# پندی، مونماوتشایر
پندی، مونماوتشایر (انگلیسی: Pandy, Monmouthshire) دهکده‌ای است در مونموت‌شر، جنوب شرق ولز، بریتانیا.